# Marge Simpson
Marjorie Jacqueline "Marge" Simpson és un personatge de la sèrie animada de televisió Els Simpson i part de la família. Fou de fadrina Bouvier. La seva veu, en la versió original anglesa, és de Julie Kavner, mentre que a la versió catalana és doblada per Carme Contreras. Va aparéixer per primera vegada per televisió al The Tracey Ullman Show, un especial que fou emès el 19 d'abril de 1987. Fou creada i dissenyada pel dibuixant de còmics Matt Groening mentre aquest estava esperant a la porta del despatx de James L. Brooks. Groening havia rebut l'encàrrec de fer una proposta de sèrie basada en Life in Hell però amb tot una colla de nous personatges. Va posar-li el nom de Marge en honor de la seva mare, Margaret Groening. Després d'aparèixer a The Tracey Ullman Show durant tres temporades, els Simpsons van començar la seva pròpia sèries a la Fox Broadcasting Company, començant el 17 de desembre de 1989.

## Dades generals
Marjorie Bouvier Simpson és la mare de la família i apareix com un clar contrapunt del seu marit: decent, raonable i responsable. Necessàriament ha de ser una dona pacient i comprensiva per perdonar totes les bogeries d'en Homer i trapelleries dels seus fills.
La Marge representa l'ideal de mare televisiva de mitjans del s. XX. No té cap professió coneguda (tot i que prova diversos treballs sense èxit) i es dedica amb devoció a les feines de casa i la família. Es tracta d'una dona convencional, humil i femenina, sotmesa als clixés de la societat. Al capítol “Trista Lisa” afirma: “Mira, Lisa (...) No importa com et sents per dins. És el que es veu a la superfície el que compta. Això és el que em va ensenyar la meva mare. Pren tots els mals sentiments i empeny-los cap al fons (...) fins que gairebé puguis caminar sobre seu. Aleshores, encaixaràs i els agradaràs als nois i et convidaran a festes i la felicitat vindrà.”
Malgrat que és una mestressa de casa, davant les deficiències del seu marit, pren les grans decisions en l'àmbit familiar; tots els Simpson es recolzen en ella. El seu rol és imprescindible perquè del seu suport i dels seus consells en depèn la felicitat de tota la família. Com a mare, és atenta i moderada –ni estricta ni permissiva- i actua de punt de referència. Al capítol esmentat abans (“Trista Lisa”), s'adona que anava errada i diu a la seva filla: “Estava equivocada (...) Sigues sempre tu mateixa. Si vols estar trista, estigues trista. Nosaltres et seguirem”. Ocupar-se de la casa i la família és per la Marge una necessitat fins al punt que, en un capítol, en veure’s substituïda per electrodomèstics de nova generació i incapaç d'apujar la moral del seu marit i dels seus fills, cau en l'addicció a la beguda.
En l'àmbit social, la Marge fuig del prototipus de “dona titella” i esdevé un exemple de justícia i valentia. Sovint s'enfronta a la comunitat en la discussió sobre els límits de la moralitat. Ho apreciem clarament a “Itchy&Scratchy&Marge”: al mateix capítol podem trobar la lluita de la protagonista contra la violència als dibuixos animats “Rasca i Pica” i la seva postura contra el puritanisme dels veïns de Springfield que volen censurar l'exhibició del David de Miquel Àngel.
Finalment, cal fer referència al tret més característic d'aquest personatge: el pentinat. El seu típic cabell crepat tenyit amb tint blau núm. 56. Desafia la gravetat i està inspirat en el pentinat de “La promesa de Frankenstein” i l'estil de moda que portava la mare del creador d‘Els Simpson als anys 60.

## Admiradors
Marge té un gran nombre d'admiradors, entre ells destaquen:
- Moe Szyslak, és el més persistent de tots, el seu primer intent va ser quan Marge es baralla amb Homer.
- Artie Ziff, va ser el seu company de secundària, i de gran es va convertir en un multimilionari.
- Clancy Wiggum, en diversos episodis va donar a entendre la seva admiració per la bellesa de Marge
- El Senyor Burns
- Flash Baylor, jugador dels Isòtops de Springfield
- Disco Stu
- Jacques, amb el qual gairebé arriba a enganyar Homer

## Ocupacions de Marge
- Mestressa de casa
- Fabricant i venedora de Pretzels.
- Policia.
- Model.
- Venedora de cases.
- Treballadora a la Planta Nuclear.
- Cantant.
- Artista professional.
- Professora substituta a l'Escola Primària de Springfield.
- Activista contra la violència televisiva.
- Novel·lista.
- Cambrera sobre patins.
- Empleada a l'església.
- Cambrera a la Taverna de Moe.
- Actriu secundària en el programa de Krusty
- Professora de pintura.
- Protectora i assistent de manatís.

## Malalties
- La més destacada és la ludopatia
- Pateix molt estrès.
- Té pànic a volar, a causa del trauma que li va causar descobrir, quan era petita, la professió del seu pare, assistent de vol
- Té dolors crònics als peus
- També té agorafòbia (por als espais oberts), que va superar gràcies a la musculatura que va desenvolupar entrenant
- També ha de patir certs problemes mentals que l'obliguen a superar-se a si mateixa i alguna vegada li ha donat per consumir alcohol.